# 1324
Cette page concerne l'année 1324  du calendrier julien. Pour l'année 1324 av. J.-C., voir 1324 av. J.-C.
L'année 1324 est une année bissextile qui commence un dimanche.

## Événements
- 10 mai : l'empereur du Mali Kanga Moussa, parti faire le pèlerinage de La Mecque, arrive en Égypte. Il visite Le Caire le 19 juillet[1] et impressionne tout le monde par sa magnificence. Il est responsable de la chute du cours de l’or en Égypte[2].
- Shōchū no hen : l’empereur du Japon Go-Daigo Tenno est trahi alors qu’il conspirait contre le shogun de Kamakura[3].
- Le sultan de Delhi Ghiyath al-Din Tughlûq mène un raid contre le Bengale. Sur le chemin du retour, en décembre 1324, il passe par le Tirhut. Le prince hindou Harisimha Deva, qui ne peut lui résister mais ne veut pas se soumettre, s'enfuit au Népal[4].
  - Des princes indiens, fuyant la domination musulmane, s’établissent au Népal et y fondent les dynasties d’Ayodhya et de Malla. La dynastie de Malla règne du XIVe au XVIIIe siècle jusqu’à l’invasion des guerriers rajputs en 1768[5].

### Europe
- 28 février
  - Galeazzo Ier Visconti bat l’armée pontificale à Vaprio d'Adda[6].
  - victoire de l'Aragon sur les Pisans à Luco-Cisterna dans le golfe de Cagliari en Sardaigne. Début du siège de Cagliari[7].
- 23 mars[8] : le pape Jean XXII excommunie Louis IV de Bavière.
- 1er - 3 mai : premier concours de poésie organisé par une institution fondée l'année précédente à Toulouse, le Collège de la gaie science, qui deviendra au XVIe siècle la Compagnie des Jeux floraux, puis en 1694, après sa réforme par Louis XIV, l'Académie des Jeux floraux[9].
- 1er juillet : prétextant du fait qu'Édouard II d'Angleterre n'ait pas encore rendu l'hommage pour la Guyenne, Charles IV de France décide la confiscation du duché[10]. Dès le mois d'août, les troupes royales, menées par Charles de Valois, occupent le terrain sans trop de résistance[11].
- 11 juillet[12] : le pape Jean XXII prononce la déposition de Louis IV de Bavière.
- 19 juillet : traité de paix entre Pise et l'Aragon. L’Aragon prend possession du château de Cagliari[13] dans le royaume de Sardaigne.
- 25 août : traité de Remich[14].
- Mi-Septembre : début du siège de Metz par Jean l'Aveugle, duc de Luxembourg, l'archevêque de Trêves Baudouin de Luxembourg, le comte Édouard de Bar et le duc Ferry IV de Lorraine. La guerre des quatre seigneurs dévaste la région de Metz entre septembre 1324 et mars 1326[15].
- Octobre : traité de Byzance avec Venise[16].

- Georges de Moscou se rend à la Horde d'or pour obtenir la rétrocession du titre de grand-prince[17].
- Dévaluation de la monnaie en France[18].
- Guillaume d'Occam, accusé par le pape Jean XXII de défendre des thèses hérétiques, est placé en résidence surveillée de 1324 à 1328 à Avignon, pendant que l’on examine ses écrits[19].
- Dans le Defensor pacis, le théoricien Marsile de Padoue réclame le pouvoir pour le peuple dans l'Église et dans l'État[20].